# Andi Jones
Andrew (Andi) Jones (Manchester, 10 oktober 1978) is een Britse atleet, die is gespecialiseerd in het veldlopen, berglopen en wegwedstrijden.

## Loopbaan

### Berglopen
In 2003 werd Jones derde op de WMRA World Montain Trophy in Alaska. In juli 2009 werd hij de eerste atleet die viermaal op rij de Snowdon Race op zijn naam wist te schrijven. In 2010 kon hij aan deze wedstrijd niet deelnemen, omdat hij in voorbereiding was voor het EK en WK. Een jaar later won hij opnieuw, maar werd deze maal geholpen door Murray Strain.
In 2012 hoopte Andi Jones bij het EK en WK berglopen een betere klassering te lopen dan zijn zesde plaats op het EK 2011, tot nog toe zijn beste prestatie.

### Atletiek
In de marathon van Londen in 2009 finishte Jones weliswaar als dertiende, maar desondanks als eerste Brit en dus veroverde hij hiermee de nationale titel. Het jaar daarop finishte hij op de marathon van Londen als tiende en scoorde de tweede Europese tijd van dat jaar achter zijn landgenoot Andrew Lemoncello, die hiermee wel de nationale titel van Jones overnam.
In 2012 richtte Andi Jones zich volledig op de marathon en hoopte hij zijn persoonlijk record te verbeteren en binnen de olympische limiet te lopen.
In 2014 liet hij blijk van zijn kunnen zien door de marathon van Manchester te winnen.

## Titels
- Brits kampioen 10.000 m - 2000
- Brits kampioen marathon - 2009
- Welsh kampioen 10 Eng. mijl - 2005

## Persoonlijke records
| Onderdeel      | Prestatie | Datum         | Plaats   |
| -------------- | --------- | ------------- | -------- |
| 10 km          | 29.28     | 2005          | Trafford |
| halve marathon | 1:04.22   | 29 maart 2009 | Wilmslow |
| marathon       | 2:15.20   | 26 april 2009 | Londen   |

## Palmares

### 3000 m
- 2008:  Trafford Grand Prix in Stretford - 8.29,93
- 2009: 4e Manchester - 8.19,31

### 10.000 m
- 2000:  Britse kamp. - 28.00,50

### 5 km
- 2007:  Christleton - 14.49
- 2007: 5e Horwich Carnival - 14.38

### 10 km
- 2002: 12e Britse kamp. in Moreton-in-Marsh - 30.06
- 2004: 4e Leeds Abbey Dash - 29.55
- 2006: 5e Ribble Valley in Clitheroe - 30.38
- 2007:  Ribble Valley in Clitheroe - 30.14
- 2009:  Trafford in Manchester - 29.41
- 2012: 5e Trafford in Manchester - 29.40

### 10 Eng. mijl
- 2002:  The Sale - 50.26

### halve marathon
- 2005:  halve marathon van Liverpool - 1:04.49
- 2005:  halve marathon van Lake Vyrnwy - 1:04.38
- 2006:  halve marathon van Liverpool - 1:05.24
- 2007:  halve marathon van Wilmslow - 1:05.00
- 2008:  Great Birmingham Run - 1:05.46
- 2009:  halve marathon van Wilmslow - 1:04.22
- 2009: 63e WK in Birmingham - 1:05.37
- 2010:  halve marathon van Wilmslow - 1:04.45
- 2011:  halve marathon van Silverstone - 1:08.37
- 2013: 5e halve marathon van Wilmslow - 1:06.30

### marathon
- 2009: 13e marathon van Londen - 2:15.20 (tevens  Britse kamp.)
- 2009:  marathon van Edinburgh - 2:18.48
- 2010: 10e marathon van Londen - 2:16.38 (tevens  Britse kamp.)
- 2010: DNF EK
- 2011: 21e marathon van Berlijn - 2:18.34
- 2012: 23e marathon van Londen - 2:18.29
- 2013:  marathon van Manchester - 2:22.29
- 2013: 4e marathon van Edinburgh - 2:19.29
- 2014:  marathon van Manchester - 2:16.59

### veldlopen
- 2008: 80e WK veldlopen in Edinburgh - 37.57

### berglopen
- 2003: 4e WMRA World Mountain Trophy in Alaska
- 2006: 7e EK
- 2011: 6e EK